# José Rafael Meza Ivancovich
José Rafael Meza Ivancovich   (Cartago, 6 de juliol de 1920 - 15 de juliol de 1988), conegut amb el sobrenom Fello, fou un futbolista costa-riqueny de la dècada de 1940.
Fou 6 cops internacional amb la selecció de Costa Rica marcant 12 gols. Pel que fa a clubs, destacà a CS Cartaginés, Estudiantes de La Plata, CF Atlante i CS Herediano. Un cop retirat destacà com a entrenador.